# Liste der Bodendenkmale in Bälau
In der Liste der Bodendenkmale in Bälau sind die Bodendenkmale der Gemeinde Bälau nach dem Stand der Bodendenkmalliste des Archäologischen Landesamts Schleswig-Holstein von 2016 aufgelistet.
| Denkmal-ID           | Befundart          | Bezeichnung                   | Zeitstellung | Lage | Bemerkungen | Bild |
| -------------------- | ------------------ | ----------------------------- | ------------ | ---- | ----------- | ---- |
| aKD-ALSH-Nr. 000 503 | Befestigung > Burg | Burg/Motte/Ringwall/Turmhügel | Mittelalter  |      |             |      |
| aKD-ALSH-Nr. 000 504 | Befestigung > Burg | Burg/Motte/Ringwall/Turmhügel | Mittelalter  |      |             |      |